# غزرابي
غزرابي (بالفارسية: گزرابی) هي قرية تقع في قسم زرق‌آباد الريفي (مقاطعة إسفراين) في إيران. يقدر عدد سكانها بـ 30 نسمة بحسب إحصاء 2016.